# Kovács M. Mária
Kovács M. Mária (Budapest, 1953. február 24. – 2020. július 19.) magyar történész, szociológus, 22 éven át a Közép-európai Egyetem professzora.

## Kutatási területe
A nemzetközi kisebbségvédelem és a magyar zsidóság története, különös tekintettel a két világháború közötti időszakra.

## Életpályája
1987-ben doktorált. Az Akadémiai Kiadó szerkesztőjeként dolgozott. Tanított a Madison-Wisconsin egyetemen is. 22 éven át a Közép-európai Egyetem professzora volt.
Az Origo.hu 2019-ben ellenzéki aktivistának nevezte és azzal vádolta, hogy Facebook-bejegyzésében Orbán Viktor miniszterelnök halálát kívánta.

## Művei
- Kovács M. Mária. Liberalizmus, radikalizmus, antiszemitizmus, Fekete-fehér fotókkal illusztrálva., Budapest: Helikon. ISBN 963-208-691-0 (2001)